# Andreas Mylius (Philologe)
Andreas Mylius (* 25. März 1606 in Königsberg (Preußen); † 22. November 1649 ebenda) war ein deutscher Philologe und Pädagoge.

## Leben
Der Sohn des Theologen Georg Mylius hatte die Kathedralschule in Königsberg besucht und 1624 ein Studium an der Universität Königsberg begonnen. Er wechselte am 11. August 1632 an die Universität Wittenberg, wo er am 15. Oktober 1633 den akademischen Grad eines Magisters erwarb. 1635 kehrte er nach Königsberg zurück, wurde Professor der Hebräischen Sprache und übernahm am 20. September 1640 das Rektorat der Kathedralsschule (des späteren Kneiphofer Gymnasiums) in Königsberg, was er bis zu seinem Lebensende blieb. Sein Leichnam wurde am 25. November beigesetzt.

## Werke
- De Tetragrammato i.e. De nomine proprio Dei … Königsberg, 1636
- Grammatica Chaldaea, in quantum ab Ebraea differt, ad Methodum Gram. Ebraeae, M. Martini Trostii conformata. Königsberg, 1637
- Syntaxis Ebraea, In Complementum Syntaxeos Trostianae. Königsberg, 1639
- Commentarius Grammatico-Criticus In Jonam. Königsberg, 1640